# My Paper Heart
My Paper Heart је сингл групе The All-American Rejects са истоименог албума.